# Viktor Markin
Viktor Fjodorovitsj Markin (Russisch Виктор Фёдорович Маркин) (Novosibirsk, 27 februari 1957) is een voormalige Sovjet-Russische atleet, die gespecialiseerd was in de sprint. Hij nam eenmaal deel aan de Olympische Spelen en won bij die gelegenheid twee gouden medailles.

## Biografie
Markin begon op 19-jarige leeftijd met atletiek. Tot de Olympische Spelen van 1980 bleef hij onbekend. Op 27 april 1980 liep hij in Sotschi een persoonlijk record van 46,96 seconden over de 400 m. Kort voor de Spelen van Moskou verbeterde hij zijn persoonlijk record tot 45,34.
Op de Spelen kwam hij uit voor de Sovjet-Unie op de 400 m en de 4 x 400 m estafette. Individueel veroverde hij het olympisch goud op de 400 m en versloeg met 44,60 de Australiër Richard Mitchell (zilver; 44,84) en de Oost-Duitser Frank Schaffer (brons; 44,87). Deze tijd was eveneens een verbetering van het nationale record. Ook bij het estafettelopen was hij succesvol. Met zijn teamgenoten Remigius Valiulis, Michail Linge en Nikolaj Tsjernetski nam hij het als slotloper op tegen Oost-Duits olympisch kampioen 400 m hordelopen Volker Beck. Markin wist een kleine achterstand om te draaien in winst van de wedstrijd in 3.01,1 met 0,2 seconde voorsprong op de Oost-Duitse estafetteploeg. De Italiaanse estafetteploeg won het brons in 3.04,3.
Hij stopte enige tijd met sport om zijn studie medicijnen af te ronden. Op de Europese kampioenschappen in 1982 maakte hij zijn comeback en won hierbij twee bronzen medailles (400 m en 4 x 400 m estafette). Bij de wereldkampioenschappen atletiek 1983 in Helsinki won hij een gouden medaille op de 4 x 400 m estafette. Toen de Sovjet-Unie besloot de Olympische Spelen van 1984, welke dat jaar in de Los Angeles werden gehouden, in de boycot te doen zette hij een punt achter zijn sportcarrière.
In zijn actieve tijd was hij aangesloten bij Burevestnik Novosibirsk.

## Titels
- Olympisch kampioen 400 m - 1980
- Olympisch kampioen 4 x 400 m - 1980
- Sovjet-Russisch kampioen 400 m - 1981, 1983

## Persoonlijk record
- 400 m - 44,60 (1980)

## Palmares

### 400 m
- 1980:  OS - 44,60 s
- 1982:  EK - 45,30 s
- 1983:  Universiade - 45,38 s
- 1984:  Olympische Boycot Spelen - 44,78 s

### 4 x 400 m estafette
- 1980:  OS - 3.01,1
- 1983:  WK - 3.00,79

1896: Thomas Burke ·
1900: Maxey Long ·
1904: Harry Hillman ·
1908: Wyndham Halswelle ·
1912: Charles Reidpath ·
1920: Bevil Rudd ·
1924: Eric Liddell ·
1928: Ray Barbuti ·
1932: Bill Carr ·
1936: Archie Williams ·
1948: Arthur Wint ·
1952: George Rhoden ·
1956: Charlie Jenkins ·
1960: Otis Davis ·
1964: Mike Larrabee ·
1968: Lee Evans ·
1972: Vince Matthews ·
1976: Alberto Juantorena ·
1980: Viktor Markin ·
1984: Alonzo Babers ·
1988: Steve Lewis ·
1992: Quincy Watts ·
1996: Michael Johnson ·
2000: Michael Johnson ·
2004: Jeremy Wariner ·
2008: LaShawn Merritt ·
2012: Kirani James · 
2016: Wayde van Niekerk · 
2020: Steven Gardiner · 
2024: Quincy Hall
1912: Sheppard, Lindberg, Meredith, Reidpath ·
1920: Griffiths, Lindsay, Ainsworth-Davis, Butler ·
1924: Cochran, Helffrich, MacDonald, Stevenson ·
1928: Baird, Alderman, Spencer, Barbuti ·
1932: Fuqua, Ablowich, Warner, Carr ·
1936: Wolff, Rampling, Roberts, Brown ·
1948: Harnden, Bourland, Cochran, Whitfield ·
1952: Wint, Laing, McKenley, Rhoden ·
1956: Jenkins, Jones, Mashburn, Courtney ·
1960: Yerman, Young, G. Davis, O. Davis ·
1964: Cassell, Larrabee, Williams, Carr ·
1968: Matthews, Freeman, James, Evans ·
1972: Asati, Nyamau, Ouko, Sang ·
1976: Frazier, Brown, Newhouse, Parks ·
1980: Valiulis, Linge, Tsjernetski, Markin ·
1984: Nix, Armstead, Babers, McKay ·
1988: Everett, Lewis, Robinzine, Reynolds ·
1992: Valmon, Watts, Johnson, Lewis ·
1996: Harrison, Smith, Mills, Maybank ·
2000: Bada, Chukwu, Monye, Udo-Obong  ·
2004: Harris, Brew, Wariner, Williamson ·
2008: Merritt, Taylor, Neville, Wariner ·
2012: Brown, Pinder, Mathieu, Miller ·
2016: Hall, McQuay, Roberts, Merritt ·
2020: Cherry, Norman, Deadmon, Benjamin ·
2024: Bailey, Norwood, Deadmon, Benjamin
1983: Lovasjov, Troshchilo, Tsjernetski, Markin ·
1987: Everett, Haley, McKay, Reynolds ·
1991: Black, Redmond, Regis, Akabusi ·
1993: Valmon, Watts, Reynolds, Johnson ·
1995: Ramsey, Mills, Reynolds, Johnson ·
1997: Thomas, Black, Baulch, Richardson, Hylton ·
1999: Czubak, Maćkowiak, Bocian, Haczek ·
2001: Moncur, Brown, McIntosh, Munnings ·
2003: Djhone, Keïta, Diagana, Raquil ·
2005: Rock, Brew, Williamson, Wariner ·
2007: Merritt, Taylor, Williamson, Wariner ·
2009: Taylor, Wariner, Clement, Merritt ·
2011: Nixon, Jackson, Taylor, Merritt ·
2013: Verburg, McQuay, Hall, Merritt ·
2015: Verburg, McQuay, Nellum, Merritt ·
2017: Solomon, Richards, Cedenio, Gordon ·
2019: Kerley, Cherry, London, Benjamin ·
2022: Godwin, Norman, Deadmon, Allison ·
2023: Hall, Norwood, Robinson, Benjamin